# 神鵰侠侶 コンドルヒーロー
『神鵰侠侶 コンドルヒーロー』（しんちょうきょうりょ コンドルヒーロー）は、日本アニメーション及び香港のJade Animationの制作による日本・香港合作アニメ。原作は金庸による武俠小説である『神鵰俠侶』。動乱の時代における武芸に長けた主人公の活躍を、当時禁忌とされた師弟間の恋愛をからめて描いている。
大きく3シリーズに分かれており、それぞれ第1シリーズ（「古墓奇縁」全26話）2期シリーズ（「襄陽風雲」全26話）、3期シリーズ（「十六年之約」全26話）の全78話。だが2010年の時点で、日本語版は第1シリーズのみしか放送されておらず、DVD版なども第1シリーズのみの販売となっている。

## ストーリー
動乱の時代の中国。主人公の少年楊過は父母を亡くし、父の義兄弟である郭靖のもとに引き取られた。しかし郭靖の家では誰ともなじむ事ができなかったため、武林の名門全真教へと預けられるが、そこでも疎まれた楊過は陰湿ないじめにあってしまい全真教を飛び出す。
その後、楊過はある老婆（孫ばあや）の尽力によって、本来ならば女性しか学ぶ事のできない古墓派への入門を許される。楊過の師となったのは古墓派の伝承者である美しい少女、小龍女。彼女は世間から隔絶して育てられたため感情を表に出すことのない冷たい印象の女性だった。だが楊過の炎のような気性に小龍女の感情は揺り起こされてゆく。
数年後、小龍女は楊過を愛していることに気づくが、ある誤解が元で楊過の前から姿を消す。その時初めて自分の持つ師への敬愛以上の感情に気づいた楊過は小龍女を探し出すために旅に出るのだった。

## 登場人物
- 楊過：浪川大輔
- 小龍女：そのざきみえ
- 李莫愁：高乃麗
- 金輪法王：松山鷹志
- 洪凌波：池田ひかる
- 欧陽鋒：小村哲生
- 陸無双：KAORI.
- 程英：渡辺菜生子
- 郭靖：中田譲治
- 黄蓉：唐沢潤
- 郭芙：木村亜希子
- 公孫止：小山剛志
- 裘千尺：日比野朱里
- 公孫緑萼：山崎幸
- 周伯通：麦人
- 趙志敬：佐久田修
- 尹志平：竹本英史
- クドゥ王子：郷田ほづみ
- ダルパ：杉野博臣
- 耶律斉：郷田ほづみ
- 完顔萍：本多知恵子
- 孫ばあや：堀絢子
- ナレーター：廣田行生

## スタッフ
- 原作 - 金庸（「神鵰剣俠」徳間書店）
- 企画 - 佐藤昭司、黒須正雄
- 監督 - 案納正美、高木淳
- 脚本 - 小山眞弓
- キャラクターデザイン - 杉光登
- 美術 - 松本健治
- 色彩設計 - 宮下眞理
- 編集 - 村井秀明
- ビデオ編集 - 東京現像所、村田繁、豊田進
- 音楽 - 篠塚香苗
- 音楽監督 - 早瀬博雪
- OPアニメ - 神谷純
- プロデューサー -  中島仁、田中真津美
- 製作 - BSフジ/日本アニメーション/JADE ANIMATION

## 主題歌
オープニングテーマ「優」
作詞 - 谷口枝里 / 作曲 - 北野洋子、谷口枝里 / 編曲 - 高山一也 / 歌 - NoR
エンディングテーマ「blasa」
作詞・歌 - Yae / 作曲 - 湯川寅彦 / 編曲 - 沢田穣治
香港版オープニングテーマ《真愛是苦味》
作曲：黃霑 / 編曲：杜自持 / 作詞・歌：アンディ・ラウ（劉德華）

## 各話リスト
| 話数 | サブタイトル     | 絵コンテ   | 演出              | 作画監督          |
| ---- | ---------------- | ---------- | ----------------- | ----------------- |
| 1    | 忘れがたみ       | 案納正美   | 案納正美          | 杉光登            |
| 2    | 蝦蟇功           | 森田浩光   | 森田浩光          | 柳瀬譲二          |
| 3    | 活死人墓         | 為家尽人   | 宮崎一哉 為家尽人 | 為家尽人          |
| 4    | 古墓派入門       | 早川啓二   | 早川啓二          | 本木久年          |
| 5    | 玉女心経         | 福島一三   | 宮田亮            | 工藤昌史          |
| 6    | 断龍石           | 高木淳     | 高木淳            | 加瀬政広          |
| 7    | 王重陽の遺言     | 森田浩光   | 森田浩光          | 柳瀬譲二          |
| 8    | 誤解             | 香川豊     | 高木淳            | 北原健雄          |
| 9    | 幻を求めて       | 早川啓二   | 早川啓二          | 本木久男          |
| 10   | 仇討ち           | 添田和弘   | 濁川敦            | 青井清年          |
| 11   | 苦い思い出       | 案納正美   | 鈴木孝義          | 加瀬政広          |
| 12   | 雪山の怪人       | 森田浩光   | 森田浩光          | 柳瀬譲二          |
| 13   | 二老、天に帰す   | 高木淳     | 佐土原武之        | 工藤昌史          |
| 14   | 英雄大宴         | 早川啓二   | 早川啓二          | 本木久年          |
| 15   | 武林の盟主       | 香川豊     | 高木淳            | 青井清年          |
| 16   | 掟破りの恋       | 鈴木孝義   | 鈴木孝義          | 加瀬政広          |
| 17   | 引き裂かれる二人 | 森田浩光   | 森田浩光          | 柳瀬譲二          |
| 18   | 面影を追って     | 小柴純弥   | 西田健一          | 斉藤格            |
| 19   | 炎の狂宴         | 早川啓二   | 早川啓二          | 本木久年          |
| 20   | 運命の糸         | 楠葉宏三   | 濁川敦            | 青井清年          |
| 21   | 絶情谷の花嫁     | 鈴木孝義   | 鈴木孝義          | 加瀬政広          |
| 22   | 情花地獄         | 森田浩光   | 森田浩光          | 本木久年          |
| 23   | 奈落の底         | 鈴木輪流郎 | 濁川敦            | 斎藤浩信 細野明美 |
| 24   | 地底の秘密       | 早川啓二   | 早川啓二          | 本木久年          |
| 25   | 血の婚礼         | 高木淳     | 西田健一          | 青井清年          |
| 26   | 星の定めるままに | 案納正美   | 案納正美          | 杉光登            |

## 日本での放送
- 2001年10月11日から2002年4月18日まで毎週木曜日BSフジにて放送された。
- 2008年7月4日よりYahoo!動画でも視聴できるようになっている。

## 日本語版ソフト
- 2005年にポリドール映像販売より発売。